# Удодов, Виталий Петрович
Виталий Петрович Удодов (12 января 1937 года, посёлок Балашиха, Московская область — 9 апреля 1994 года) — работник инструментального цеха Научно-производственного объединения машиностроения Министерства общего машиностроения СССР, Реутов Московской области. Герой Социалистического Труда (1951).

## Биография
Родился в 1937 году в рабочей семье в посёлке Балашиха Московской области. После средней школы обучался в ремесленном училище. В 1956—1959 годах проходил срочную службу в Советской Армии.
С 1960 года трудился рабочим в инструментальном цехе в ОКБ-52 (с 1966 года — Центральное конструкторское бюро машиностроения, с 1983 года — НПО машиностроения, в настоящее время — акционерное общество Военно-промышленная корпорация «Научно-производственное объединение машиностроения»).
Принимал участие в разработке и создании различных видов боевых комплексов с межконтинентальными баллистическими ракетами, нескольких видов крылатых ракет морского и наземного базирования и космических аппаратов. Особенно отличился при работах по созданию и испытанию боевого ракетного комплекса с крылатой ракетой «Гранит». Указом Президиума Верховного Совета СССР от 26 декабря 1984 года «за большие заслуги в создании специальной техники» удостоен звания Героя Социалистического Труда с вручением ордена Ленина и золотой медали Серп и Молот.
Трудился на производстве до своей скоропостижной кончины в апреле 1994 года.
Награды
- Герой Социалистического Труда
- Орден Ленина — дважды (29.03.1976; 1984)
- Орден Трудового Красного Знамени (26.04.1971)